# KabarIndonesia
KabarIndonesia, é um jornal online da Indonésia disponível em www.kabarindonesia.com. Foi publicado pela Yayasan Peduli Indonesia com sede nos Países Baixos a partir de 11 de novembro de 2006. Adota jornalismo cidadão sistema através do qual qualquer leitor (cidadão) pode ser um repórter, bem como escritor que é comummente designado como "cidadão repórter". Há milhares Citizen Reporter em KabarIndonesia de todo o mundo, mas a maioria deles vivem na Indonésia. KabarIndonesia está escrito em Bahasa Indonésia. 

## História
O jornalismo cidadão linha papel foi primeiro sugerido por Elisabeth Widiyati, juntamente com seus amigos na Holanda. Esta ideia simples foi finalmente actualized por publicar um jornal em linha com a sua página oficial, em www.kabarindonesia.com iniciado em 11 de novembro de 2006. Como um cidadão jornalismo independente mídia, o número de seu repórter está crescendo muito rápido chegar a mais de 2.500 pessoas em Outubro de 2007.
Por hoje, Elisabeth Widiyati está agindo como o Presidente Director de KabarIndonesia, cooperando estreitamente com Wilson Lalengke como o Chief Editor e Fida Abbot como o Managing Editor. Esta linha jornal, prevê - se que seja um dos futuristas conteúdo coletivo jornal, com o seu lema "a partir de qualquer para muitos". 

## Ligação externa
- Página inicial do KabarIndonesia
- Artigo de "Wiki, Media "Online" Masa Depan" disponíveis sobre http://www.sinarharapan.co.id
- Artigo da "Indonésia Citizen Journalism on the Rise", Em Ohmynews.com
- Artigo da "Indonesian Cit-J Site Celebrates First Anniversary", Em Ohmynews.com